# Reguina Deríeva
Reguina Ióssifovna Deríeva (rus: Реги́на Ио́сифовна Дери́ева, AFI  [rʲɪˈɡʲinə ɪˈosʲɪfəvnə dʲɪˈrʲijɪvə] (?·pàg.), nascuda el 7 de febrer del 1949 a Odessa, Unió Soviètica (actual Ucraïna), morta l'11 de desembre del 2013 a Estocolm, Suècia) fou una poetessa, assagista i traductora russa nacionalitzada sueca.

## Biografia
Derieva va néixer i es va criar a Odessa. El 1960 es va traslladar amb els seus pares a Tselinograd (avui Nursultan), i cinc anys després a Kharagandí, al Kazakhstan. El 1969 va realitzar una formació musical i va ensenyar piano durant catorze anys. Va publicar diverses col·leccions de poemes censurats a la seva pàtria, i només el 1989 se li va permetre formar part de la Unió d'Escriptors Soviètics.
Per consell del seu col·lega, el Premi Nobel de Literatura Joseph Brodsky, que va qualificar la poesia de Deríeva amb les paraules: «La veritable autoria aquí és la poesia mateixa, la llibertat mateixa»" - va abandonar la Unió Soviètica el 1990.
A principis de 1991, Derieva, juntament amb el seu marit i el seu fill, van optar per emigrar a Israel. Va viure a Jerusalem Est, Betlem i Beit Safafa, entre d'altres. Com que es va convertir al catolicisme el 1989, no se li va aplicar la Llei del Retorn. El 1996, la sol·licitud de ciutadania de la família Deríeva i la seva família va ser rebutjada oficialment pel Tribunal Suprem d'Israel. Després d'això, va viure diversos anys sense cap document i va treballar com a “poeta en residència” a l'Institut Ecumènic Tantur de Jerusalem.

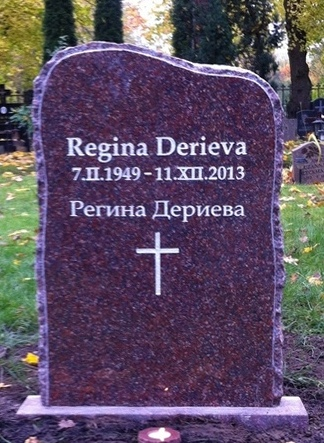
Làpida sepulcral de Reguina Deríeva, Cementiri del Nord (cementiri catòlic), Estocolm (2014)

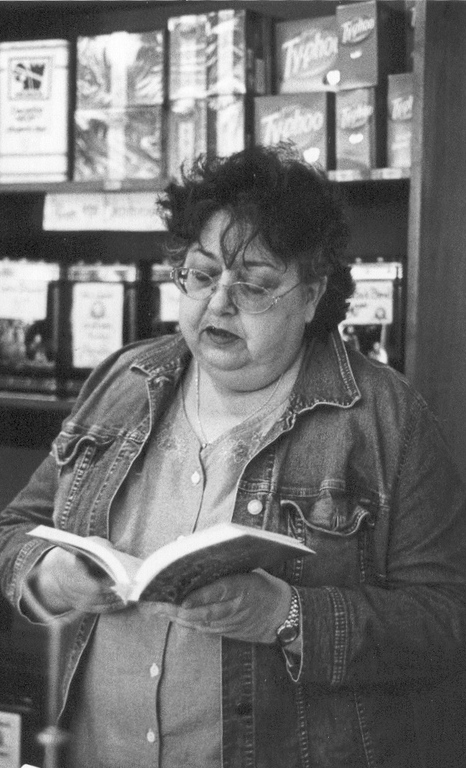
Reguina Deríeva llegeix al festival de poesia de Malmö el 2005.

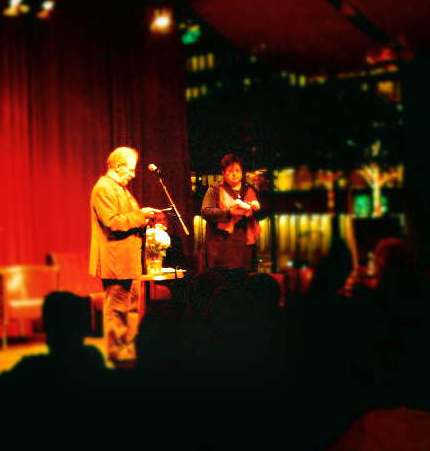
Reguina Deríeva llegeix junt amb el seu traductor anglès Daniel Weissbort (2004)

L'estiu de 1999, Regina Derieva va rebre una invitació dels bisbes suecs per participar a una conferència internacional a Linköping, després de la qual va ser expulsada per les autoritats israelianes del país sense dret a tornar.
Després d'haver obtingut la ciutadania sueca i com a membre de la Unió d'Escriptors de Suècia, Regina Derieva va participar en diversos festivals literaris suecs i internacionals. Per la seva introducció i traducció del poeta estatunidenc Thomas Merton, va rebre la beca Shannon 2003 de la International Thomas Merton Society i, el 2009, la Medalla Ora et labora del Bisbat Catòlic d'Estocolm per la seva obra literària.
Entre 1999 i 2001 va viure amb el seu marit a la Fundació Sigtuna de la ciutat de Sigtuna, després de la qual cosa va viure i treballar a Märsta fins a la seva mort.
Regina Derieva va ser enterrada el 23 de desembre de 2013 al Cementiri del Nord (secció cementiri catòlic) a Estocolm

## Creativitat
Regina Derieva és autora Derieva d'una vintena d'obres, principalment col·leccions de poesia però també prosa, assaigs i traduccions. Algunes de les seves obres han estat traduïdes a l'anglès, suec, francès, àrab i molts altres idiomes. Entre els seus traductors figuren Daniel Weissbort, Jim Cates, Peter France, Alan Shaw, Robert Reid, Verónika Losskaia, Bengt Jangfeldt, Håkan Sandell i Bengt Samuelson. Ella mateixa ha traduït al rus poesia contemporània dels Estats Units, Austràlia, el Regne Unit, Polònia i Suècia, entre d'altres.
La poesia de Derieva està fortament influenciada per la seva fe catòlica. En la seva revisió del volum de selecció "La geometria del cel", suec: Himmelens geometri, amb la qual Derieva fou introduïda en suec, Magnus Ringgren va escriure:
| « | És una destacada poeta religiosa per a qui la vida espiritual té una gran precedència sobre allò material. El seu món de poesia és un paisatge existencial, potser massa abstracte per a qualsevol persona que estigui escolaritzada en una tradició de poesia sueca més afectada pel món. Déu s'estén al món però no arriba als nostres temps. A Deríeva hi ha una crítica profunda sobre la civilització. Les persones que busquen Déu formen petites illes en un mar de buidor. La realitat sembla estar buida de signes espirituals, ja no encarnats. En certa manera, sembla més gnòstica que purament cristiana, però aquesta actitud ha estat poèticament fructífera. A Suècia l'hem coneguda a Stagnelius. | » |

A l'Expressen, Aris Fioretos va escriure:
| « | En els poemes de Derieva, la profunditat de l'ànima es combina amb una falta suprema de sentimentalisme, una consciència tradicional sòlida amb una mena de sobrietat igualment desesperada. Només llavors la Paraula es converteix en pols, i la pols en paraules. I només aleshores l'objectiu de llegir poesia religiosa es fa previsible, però en allò que ha de ser: sacsejades. | » |

La poesia de Deríeva esdevingué cada vegada més destacada, especialment en el món angloparlant, durant els anys 2000, quan es van publicar diverses traduccions.
Håkan Sandell va escriure en un memorial a Sydsvenskan:
| « | Malauradament, ha estat un secret ben guardat que un dels poetes més respectats de Rússia ha estat durant molt de temps a Suècia. […] Per comprendre veritablement l'amplitud de la seva poesia, […] haureu de passar probablement als nombrosos volums de seleccions anglesos i americans. La seva poesia està fortament arrelada en la fe cristiana i en l'ortodòxia russa, però també fou una poetessa clàssica, en constant conversa amb els poetes elegíac-satírics romans i amb la filosofia grega. | » |

Diversos poetes destacats, entre ells Joseph Brodsky, Tomas Venclova i Les Murray, han expressat la seva admiració per la seva poesia.
L'arxiu principal de Reguina Deríeva, inclosa la majoria dels manuscrits, es conserva a la Universitat Stanford. Les col·leccions més petites també es poden trobar a la Biblioteca de llibres i manuscrits rars Beinecke de la Universitat Yale, a la Fundació Sigtuna i al Museu de Sigtuna.